# 西辽
西辽（1124年－1218年），又称後遼、喀喇契丹、哈剌契丹，是辽朝宗室重臣耶律大石在辽朝灭亡之际重新建立的以“辽”为国号的王朝。
耶律大石原本效力于辽天祚帝，在辽朝即将灭亡之际出奔。1124年，耶律大石在辽朝西北边陲镇州可敦城（今蒙古国布尔干省青托罗盖古回鹘城）称王，改元延庆，史学界一般以此作为西辽政权的开始。1132年，耶律大石在叶密立（今新疆额敏县）上突厥汗号「菊儿汗」及汉尊号“天佑皇帝”，西辽正式建立。之后，耶律大石向今蒙古高原、新疆、中亚及西亚地区扩张，先后击败统治当地的高昌回鹘和东喀喇汗国，并于1134年建都于虎思斡鲁朵（今吉尔吉斯斯坦托克马克东南布拉纳）。随后，西辽继续向西部的西喀喇汗国扩张，并在1141年的卡特万之战中击败塞尔柱帝国联军，征服河中地区和花剌子模，从此成为中亚霸主，威名也远播至欧洲。耶律大石死后，西辽历经萧塔不烟、耶律夷列、耶律普速完三代君主统治；到第五任君主耶律直鲁古时期，西辽由于长期对外战争，国力走向衰落，附属国多次叛乱，并最终被外戚乃蛮部屈出律篡国。最终，新崛起的蒙古帝国于1218年发起攻辽战役，西辽灭亡。

## 国名
西辽建国号为“辽”，以示其为辽朝之正统。因位于先前耶律阿保机所建的大辽之西，该政权被史称为“西辽”。此外，西辽在中国史书中亦有“后辽”和“西契丹”之称。
與西遼同時期並立的中國政權南宋和金，無論是在耶律大石生前還是死後，皆以「大石」、「大石林牙」、「大石契丹」和「林牙契丹」等代指西遼政權，而未曾以「遼」之名號直呼西遼，亦未曾使用「西遼」或「後遼」之名。目前所見的最早使用「西遼」和「後遼」名號的紀錄，為元初耶律楚材之《西遊錄》與《湛然居士文集》。
穆斯林和西方文献则将西辽称呼为“哈喇契丹”（阿拉伯語：الدولة القراخطائية），但该名称不见于传统中国古籍。近代以后，华人学者在翻译域外著作时，将Qara Khitai译为“哈喇契丹”、“哈剌契丹”、“喀拉契丹”或“黑契丹”，哈喇契丹和黑契丹之名遂在中文文献中出现。关于“哈喇契丹”之名的含义，目前学界仍有争论。突厥语或维吾尔语中Qara有“黑”的意思，此外还有“伟大”、“总”、“最高”的含义。亦有解释称Qara意指的「黑色」，是根據五行学說與遼朝的「水」德相應。然而，据中国大陆的辽史学界对契丹文墓志铭的研究，“哈喇契丹”即“辽契丹”的音译，“哈喇”为伟大、广大之意，翻译为汉字即「遼」，西辽只是沿用了辽代的国号。

## 历史

### 早期耶律大石的活动
西辽的建立者耶律大石是辽朝开国君主耶律阿保机的八世孙，字重德。耶律大石精通契丹语和汉语，擅长弓马骑射。1115年，耶律大石中进士入翰林，因契丹语称翰林为林牙，耶律大石又被称为大石林牙或林牙大石。后历任泰州、祥州刺史，辽兴军节度使。
历经200多年统治的辽朝国力逐渐走向衰弱，取而代之的是女真建立的金朝。在金军势如破竹的攻击下，辽朝节节败退。1122年，金军攻克辽中京大定府和泽州，辽天祚帝如惊弓之鸟，从居庸关至鸳鸯泺（今河北省张北县安固里淖）到白水泺（今内蒙古自治区乌兰察布市察右前旗黄旗海），再到女古底仓，一路仓皇逃跑至夹山（今内蒙古自治区武川县附近）。数日后，宰相李处温与南京（今北京市西南）都统萧干、耶律大石等拥立秦晋国王耶律淳为帝，建立北辽。耶律大石被视为肱骨之臣，官至太师。而一心想收复燕云十六州的北宋也与金朝缔结了海上之盟，南北夹击辽朝，但被耶律大石、萧干两次率军击退。同年，耶律淳病死，其妻萧德妃临朝称制。1123年春，金军攻破居庸关，北辽危在旦夕，耶律大石决定挟持萧德妃投奔天祚帝。天祚帝因耶律淳被立之事杀萧德妃及外甥耶律常哥，由于耶律大石的辩解，才使天祚帝赦免了其余众人。
耶律大石在辽天祚帝帐下任都统一职，1123年，率辽军进攻奉圣州，驻军于龙门山东二十五里处。金朝都统完颜斡鲁派完颜照立、完颜娄室、马和尚等率军攻打，耶律大石战败被完颜娄室俘虏，所部投降。完颜宗望用绳子绑着耶律大石，强迫他作为向导，率军袭击了天祚帝位于青冢泺（今内蒙古自治区呼和浩特市南）的大营，俘获了天祚帝之子秦王耶律定、许王耶律寧和嫔妃、公主、从臣多人，获取辎重车万余辆。同年9月，耶律大石跟随金朝西征，带领家眷自金营逃出，率领一支部队投奔天祚帝。
在得到耶律大石的部队和阴山室韦首领毛割石的援助后，辽天祚帝认为反攻的时机已经来临，决定亲自出兵收复燕州、云州地区。耶律大石认为金军气盛，应当养精蓄锐，不能贸然出击，天祚帝不听，坚持出兵。1124年2月，耶律大石知道天祚帝无法完成复兴辽朝的大业，又害怕得到天祚帝的猜忌，于是杀掉萧乙薛和坡里括，率领铁骑200出奔。耶律大石走后，辽天祚帝虽然取得一些战役的胜利，但不久便被金朝所败。1125年，辽天祚帝在投奔西夏的途中被俘，辽朝灭亡。

### 可敦城称王
耶律大石率军从夹山出发，北行三日渡过黑水（今艾不盖河），途中遇到白鞑靼人首领床古儿，床古儿给予耶律大石四百匹马，二十头骆驼，若干只羊的援助。耶律大石一路向西北，于1124年秋到达可敦城，召集威武、崇德、会蕃、新、大林、紫河、驼等七个军州的长官和大黄室韦、敌剌、王纪剌、茶赤剌、也喜、鼻古德（孛古江一部）、尼剌、达剌乖、达密里（塔米爾河一部）、密儿纪、合主（黑车子室韦）、乌古里、阻蔔、普速完、唐古、忽母思、奚的、纠而毕十八个部族的首领举行大会。在大会上，耶律大石慷慨激昂的指出先祖创建辽朝的艰难以及由于金朝对于辽朝侵略，造成天祚帝流亡在外、生灵涂炭，号召各军州和部族驱逐仇敌，复兴大辽。由于可敦城是辽朝的西北边防重镇，边防军队不得随意征调，军队在战乱中得以保存，并且此地还拥有可骑乘的战马数十万匹。耶律大石称王後，安置南北面官，整顿兵马，磨砺武器，得到精兵万余人。
耶律大石在可敦城建立根据地后，积攒实力，不断派使者联络白鞑靼人、西夏以及北宋，从外交上孤立金朝。1125年夏，西夏联络耶律大石攻取金朝的山西诸郡。同年末，耶律大石派使者联络北宋，提议合力攻打金朝。1127年，白鞑靼人与耶律大石通好，拒绝将马匹卖给金朝。金太宗派使者问罪，双方关系紧张。1129年，耶律大石率军攻取了金朝的北方二营。次年，金太宗派耶律余睹、石家奴、拔离速征讨耶律大石，但由于诸部落不同意出兵，大军行进至兀纳水后收兵。

### 耶律大石西征及称帝
经过休整，耶律大石的军事实力得到壮大。1130年3月，耶律大石以青牛、白马祭告天地、列祖，准备西征。耶律大石先派使者送信给高昌回鹘首领毕勒哥，阐明两国先代的友好并要求借道去大食。毕勒哥得到书信后，迎接耶律大石至宫邸大宴三日，临行前毕勒哥亲自护送耶律大石出境，赠送耶律大石马匹六百、骆驼数百、羊三千只作为礼物，并约定交出人质，作为耶律大石的附庸国。
耶律大石率军离开高昌回鹘，进入乞儿吉思境内，遭到了当地部落的抵抗，但双方未发生大规模的战争。耶律大石率军继续西进，到达叶密立。大军所到之处望风披靡，获取骆驼、牛、马、羊等辎重无数。1131年春，金朝统帅粘罕及耶律余睹率领云中、燕、云州汉军、金军1万人攻打耶律大石的根据地可敦城，但遭到失败。耶律大石到达叶密立后，虽然与高昌回鹘发生过摩擦，但基本得到了当地突厥部族的支持，户数达到4万。1132年，耶律大石在新建成的叶密立正式称“菊儿汗”，群臣又尊汉号为“天祐皇帝”，建元延庆，追尊祖父为元皇帝，祖母为宣义皇后，册封元妃萧氏为昭德皇后，西辽帝国正式建立。

### 建都虎思斡耳朵和征金受挫
西遼帝國建立後，耶律大石开始酝酿向周边地区扩张。1132年，耶律大石亲率大军向南进发，高昌回鹘再次臣服于西辽。随后耶律大石率军越过天山，沿塔里木盆地北向西推进，与东喀喇汗国发生冲突。西辽军被阿尔斯兰汗（东喀喇汗国大可汗）阿赫马德·伊本·哈桑的军队击败，大将阿勒·阿瓦尔被俘，损失惨重。耶律大石撤军后向七河地区进发，收编了当地的契丹人和突厥人，共16000帐，使西辽军队的人数增加了一倍。耶律大石率军驻扎于西辽与东喀喇汗国边境地区，等待时机准备反攻。
1132年，阿赫马德·伊本·哈桑去世，其子伊卜拉欣二世继任。伊卜拉欣二世软弱无能，原本臣属于东喀喇汗国的葛逻禄和康里人趁机袭击他的部属和牲畜，进行劫掠。伊卜拉欣二世不能控制住国内的局势，于是派使者请求耶律大石进入八剌沙衮（今吉尔吉斯斯坦托克马克东边）接管他的国家，使他“摆脱这尘世的烦恼”。耶律大石接到请求后，率军进入东喀喇汗国首都八剌沙衮，“登上那不费分文的宝座”。耶律大石将伊卜拉欣二世降为突厥蛮·伊列克（又译“土库曼·伊列克”，意为突厥王），保留了他对喀什噶尔（今新疆维吾尔自治区喀什市）、和田地区的控制，东喀喇汗国成为西辽的附庸。由于八剌沙衮附近是可耕可牧的肥沃地区，耶律大石决定建都于此，将八剌沙衮改名为虎思斡耳朵（意为强而有力的宫帐），并改元康国。耶律大石随后又派军队战胜了征服了别失八里（今新疆维吾尔自治区吉木萨尔县境内），康里人不久也臣服于西辽。
1134年4月，耶律大石任命六院司大王萧斡里剌为兵马都元帅，敌剌部前同知枢密院事萧查剌阿不为副元帅，茶赤剌部秃鲁耶律燕山为都部署，护卫耶律铁哥为都监，率军7万征讨金朝。在战前的誓师大会上，耶律大石用白马青牛祭天，指出先祖创业艰难，是由于后代君主耽于享乐致使社稷倾覆。中亚并非久居之地，应当荣归故里，复兴大辽。他又劝谕萧斡里剌要与士卒同甘共苦，赏罚分明。作战时要选择水草丰富处扎营，谨慎用兵。但由于西辽与金朝两国相隔遥远，西辽军队行进万里一无所获，兵马损失惨重，不得不撤军回国。另据《三朝北盟会编》记载，1135年，耶律大石再次率军攻打金朝，金熙宗派粘罕迎战。金军进入沙漠后与西辽军征战三昼夜不分胜败，但金军粮草断绝，人马冻死很多，加上本为契丹人的副将临阵倒戈，致使粘罕大败而归。但此段史料的真实性待考。

### 征服河中地区及花剌子模
自1137年起，耶律大石开始了第二次扩张。1137年，耶律大石率军向察赤（今乌兹别克斯坦塔什干）、费尔干纳盆地及泽拉夫尚河流域进兵。同年5至6月，在忽毡（今塔吉克斯坦苦盏）遭到了西喀喇汗国可汗马赫穆德·伊本·穆海默德的抵抗。西喀喇汗国战败，马赫穆德败逃回撒马尔罕。1141年，西喀喇汗国与葛逻禄人爆发冲突，马赫穆德向宗主国塞尔柱帝国求援。塞尔柱苏丹桑贾尔动员伊斯兰诸国参战，集中了加茲尼王朝和古尔王朝的军队近10万人，单单阅兵就耗费了半年时间。同年7月，桑贾尔率军渡过阿姆河，进入河中地区，葛逻禄人急忙派使者向耶律大石求救。
耶律大石写信给桑贾尔替葛逻禄人说情，但桑贾尔十分傲慢的回信命令耶律大石加入伊斯兰教，并称自己的军队能用箭截断敌人的须发。当耶律大石听完桑贾尔的使者读完书信后，下令拔下他的一撮胡须，然后给他一根针让他当场示范，使者不能做到。耶律大石说既然针不能截断胡须，那那个人又怎么能用箭折断须发呢？于是下令进兵，双方在撒马尔罕以北的卡特万草原对峙，西辽的军队中有契丹人、突厥人、汉人和蒙古人。耶律大石观察了战场的地形后，让军队背靠达尔加姆峡谷安营。两军于1141年9月9日展开会战，战前耶律大石指出桑贾尔的联军人多少谋，如果全力进攻，他们就会首尾不顾。耶律大石派六院司大王萧斡里剌、招讨副使耶律松山等率兵2500攻打联军右翼，枢密副使萧剌阿不、招讨使耶律术薛等率兵2500攻打其左翼，耶律大石亲率部队攻打中军；桑贾尔的联军右翼是埃米尔库马吉，左翼是锡斯坦埃米尔胡马希，他自己亲率中军，有战斗经验的老兵负责殿后。
在战场上，锡斯坦贵族作战英勇，但西辽军队中的葛逻禄人发挥了重要的作用，迫使桑贾尔的联军败逃。桑贾尔和马赫穆德逃奔至泰尔梅兹，桑贾尔的妻子、左、右翼统帅和伊斯兰法学家胡萨姆·奥玛尔·伊本·阿布杜·阿齐兹·伊本·马扎·布哈里均被俘虏。桑贾尔的联军损失惨重，仅达尔加姆峡谷就装下1万名死者。《辽史》记载塞尔柱帝国联军的阵亡者横尸数十里。卡特万之战后，塞尔柱帝国的势力退出河中地区，西辽成为中亚霸主。耶律大石随后率军进入撒马尔罕，立马赫穆德之弟伊卜拉欣·伊本·穆海默德为桃花石汗，继续让其统治西喀喇汗国。他还下令处死布哈拉的伊斯兰教教长胡沙穆丁·倭玛尔，任命阿尔普·的斤统治该地。随后派大将额儿布思出兵花剌子模，在该地烧杀抢掠，迫使花剌子模沙阿阿拉丁·阿比兹向西辽臣服并且每年缴纳价值3万金第纳尔的货物和牲畜。1143年，耶律大石去世，在位20年，庙号德宗。
耶律大石的西征事迹被传到欧洲，正逢第二次十字军东征，于是在欧洲流传着东方世界有一位神秘的祭司王约翰，是基督教的捍卫者。俄语、阿拉伯语、拉丁语和古英语中中国的发音类似于“契丹”，都是受耶律大石西征的影响。而耶律大石的名字也成了西辽帝国的代称，在耶律大石死后，金、西夏、南宋等国家对西辽的后代君主皆称为“大石”。

### 萧塔不烟及耶律夷列的执政
耶律大石去世后，其子耶律夷列年幼，遗诏命皇后萧塔不烟临朝称制，改元咸清，称感天皇后。1144年，金熙宗得知耶律大石去世的消息，派粘割韩奴为使劝降西辽。正值萧塔不烟在外出猎，粘割韩奴见到她不下马跪拜，反而让她下马接诏。萧塔不烟命人将粘割韩奴拉下马，粘割韩奴痛骂不止，萧塔不烟发怒，派人将其杀死。萧塔不烟在位7年后，还政于子耶律夷列。
1150年，耶律夷列即位，改元续兴。耶律夷列在位期间普查首都虎思斡耳朵内畿18岁以上成年男子的人口，共84500户。1156年，西喀喇汗国大汗伊卜拉欣三世与葛逻禄军队长官艾亚尔伯克（Ayyār beg，阿亚尔伯克）发生冲突，双方在饥饿草原发生战争，伊卜拉欣三世战败被暴尸荒野，其子阿里·本·哈桑继任，称恰格雷汗。恰格雷汗随后对葛逻禄人展开报复，杀死其首领比古汗。葛逻禄的拉钦伯克和比古汗之子向花剌子模求助，而恰格雷汗则向西辽求援。耶律夷列派东喀喇汗国可汗伊卜拉欣·本·阿赫马德率军1万前去救援。经撒马尔罕的宗教人士调节，双方签订合约，恰格雷汗恢复了葛逻禄首领的军事职务，双方撤军。耶律夷列在位13年，于1163年去世，庙号仁宗。

### 耶律普速完执政时期
仁宗耶律夷列去世后，其子年幼，遗诏命其妹耶律普速完临朝称制，改元崇福，称承天太后。为彻底解决葛逻禄人的隐患，1164年，耶律普速完命西喀喇汗马斯乌德二世将布哈拉和撒马尔罕两地的葛逻禄人迁往喀什噶尔地区，但引发葛逻禄人的暴动。布哈拉长官默罕穆德·伊本·奥玛尔一面安抚葛逻禄人，一面派使者向西喀喇汗国求援。葛逻禄人丧失警惕，最终得到毁灭性的打击，势力在河中地区衰落。次年，西辽军队进入呼罗珊，劫掠了巴尔赫。从此，巴尔赫臣服于西辽，并向西辽缴纳土地税。
1170年，西辽和喀喇汗国集结军队对花剌子模展开进攻。花剌子模沙阿伊尔·阿尔斯兰派葛逻禄人艾亚尔伯克迎战，双方在阿姆河畔遭遇，花剌子模战败，艾亚尔伯克被俘。不久伊尔·阿尔斯兰去世，其幼子苏丹·沙赫继任，其兄阿拉丁·塔乞失因争位失败而投奔西辽。塔乞失以花剌子模的财宝和按时缴纳年贡为条件，换取了耶律普速完的支持。1172年，耶律普速完命丈夫萧朵鲁不率军护送塔乞失回国即位，苏丹·沙赫和其母图儿罕太后闻讯逃走，西辽因此加强了对花剌子模的控制。但是，西辽之后频繁派使者到花剌子模，每次都索要大量贡金，有些使者甚至不遵守外交礼节，这都让塔乞失大为恼火。塔乞失下令处死一位对他无礼的契丹贵人，并与西辽使者相互谩骂。在得知这一消息后，苏丹·沙赫投奔西辽，向耶律普速完解释说自己得到了花剌子模百姓和军队的拥护。于是，耶律普速完又命萧朵鲁不率军护送苏丹·沙赫回国，塔乞失下令决阿姆河河堤，放水冲毁道路，阻止西辽军队的前进。萧朵鲁不将苏丹·沙赫护送至呼罗珊，苏丹·沙赫攻下梅尔夫、萨拉赫斯和图斯，在此立足，至1193年才被塔乞失吞并。耶律普速完统治时期，西辽实力和疆域达到了顶峰。
耶律普速完统治时期，西辽与金朝也有接触。1175年，乃蛮部首领寅特斯和康里部首领孛古率3万户背叛西辽，投靠金朝，使西辽对谦河（今叶尼塞河上游）一带的控制力减弱。1177年，金熙宗派监察御史完颜觌古速巡边，随行的契丹人挼剌、招得、雅鲁、斡列阿四人投奔西辽。
耶律普速完与其丈夫的弟弟萧朴古只沙里私通，后将丈夫萧朵鲁不贬为东平王，并罗织罪名杀掉。耶律普速完之举触怒了二人的父亲，也是西辽三朝元老、六院司大王萧斡里剌。因此，萧斡里剌发动兵变，率军包围皇宫，用箭射死耶律普速完和萧朴古只沙里。耶律普速完在位共计14年。

### 耶律直鲁古时期的衰落
耶律普速完死后，仁宗耶律夷列的次子耶律直鲁古在杀死长兄后即位，改元天喜。耶律直鲁古在位期间醉心于游猎娱乐，不理政务，并不断向周边各国发动战争，使西辽的国力走向衰弱直至灭亡。
卡特万之战后，塞尔柱帝国的势力不但已经完全退出河中地区，对呼罗珊的控制力也日趋减弱。因此，新兴的古尔王朝逐渐吞并呼罗珊各地。古尔王朝不但占领了原本向西辽纳贡的巴尔赫，还借巴格达哈里发的名义向周边地区扩张，与西辽的附庸国花剌子模发生冲突。花剌子模沙阿阿拉丁·塔乞失向西辽求助，耶律直鲁古派大将塔阳古率军西征，于1198年4月至5月渡过阿姆河，向呼罗珊地区进兵，花剌子模也准备进攻赫拉特。西辽军队军纪败坏，在进入呼罗珊后到处烧杀抢掠，但在夜间遭到了古尔王朝及当地军民的袭击，许多士兵在强渡阿姆河时被淹死，此战西辽损失12000人。耶律直鲁古得知战败的消息大为震惊，向花剌子模派使者索要每个死者1万金第纳尔的损失费，但遭到塔乞失的拒绝，并且塔乞失出言不逊，触怒了耶律直鲁古。耶律直鲁古出兵攻打花剌子模，再次遭到失败，花剌子模进兵至布哈拉并一度攻下该城，但不久撤军回国。
1203年至1204年，古尔王朝和花剌子模再次爆发战争，花剌子模沙阿阿拉乌丁·摩诃末向西辽求援。耶律直鲁古派塔阳古率军1万支援，西喀喇汗奥斯曼·伊本·易卜拉欣也派兵参战。古尔王朝苏丹失哈不丁得知消息后急忙退兵，但在安都淮（今阿富汗安德胡伊）被西辽军队包围。双方展开激战，古尔王朝有5万人战死，西辽军队也损失惨重。失哈不丁败率领残兵约100人败逃回安都淮堡垒，但堡垒的城墙被西辽军队打开一个缺口。在他即将被俘时，西喀喇汗奥斯曼介入斡旋。在失哈不丁承诺交出大象、马匹等物资及大量赎金后，西辽释放了他。此战西辽虽然取得胜利，但是付出了很大的代价。1205年，古尔王朝的巴尔赫总督伊马杜丁·欧玛尔率军攻取了西辽控制下的泰尔梅兹。次年，失哈不丁在远征印度时被刺杀，此后，古尔王朝走向衰落。由于西辽和古尔王朝大国两败俱伤，花剌子模从中渔翁得利。为稳住西辽，1206年，花剌子模沙阿摩诃末把从古尔王朝夺取的泰尔梅兹交还给西辽，并由其母亲图儿罕可敦出面，款待了西辽的使臣马合木·太并补交了拖欠西辽的年贡。不过，此时西辽对于花剌子模的控制已经式微。
在西线持续作战的同时，西辽也并未放弃东征复国计划。1185年夏，耶律直鲁古遣使西夏，游说夏仁宗同意西辽借道西夏，让西辽东征金朝以恢复故土。宋孝宗闻知后，希望能借此机会实现南宋与西辽夹击金朝，因此遣密使进入西夏境内游说促成此事。不过，由于夏仁宗未同意耶律直鲁古的请求，西辽东征计划作罢。
耶律直鲁古在位期间，西辽因穷兵黩武国力日衰，附庸国纷纷摆脱西辽的控制。1209年春，高昌回鹘亦都护巴而术·阿而忒·的斤不堪西辽的统治，杀西辽太师僧少监，投靠了新兴的蒙古帝国。1210年，花剌子模沙阿阿拉乌丁·摩诃末将耶律直鲁古派往花剌子模的收取年贡的因什处以磔刑，公开宣布脱离西辽的控制。西喀喇汗可汗奥斯曼也因为向耶律直鲁古的女儿求婚遭到拒绝，倒向花剌子模。1211年，葛逻禄部阿尔斯兰汗投靠蒙古帝国。东喀喇汗穆罕默德三世也起兵反抗西辽的统治，但遭到西辽军队的镇压，穆罕默德三世被俘。

### 西辽的灭亡
屈出律是乃蛮部塔阳汗之子。1204年，乃蛮部被蒙古帝国成吉思汗攻灭，屈出律逃亡至西辽，被耶律直鲁古收留。屈出律很快得到了耶律直鲁古的信任，直鲁古将女儿浑忽公主嫁给他，并委托他处理国事，列入萧氏。西辽的附庸国纷纷背叛西辽时，屈出律向耶律直鲁古建议自己返回叶密立、海押立（今哈萨克斯坦塔尔迪库尔干）、别失八里等地召集乃蛮旧部，帮助耶律直鲁古镇压叛乱。耶律直鲁古封屈出律为可汗，并赠送他很多礼物。然而，屈出律在收编乃蛮旧部后，劫掠了西辽七河地区，并同时派使者联络花剌子模沙阿摩诃末，约定双方谁先夺取西辽就占有它的土地。随后，屈出律击败了西辽的军队，劫掠了耶律直鲁古位于乌兹根的府库，随后又进攻西辽首都虎思斡耳朵，但在真兀赤被耶律直鲁古击败。于是，屈出律返回叶密立，图谋再次进攻。
1210年，耶律直鲁古派军队3万镇压西喀喇汗国的叛乱，攻下了其首都撒马尔罕。在得知屈出律在东部叛乱的消息后，耶律直鲁古急忙将军队调回东部。花剌子模趁机向撒马尔罕推进，会和西喀喇汗国的军队向西辽进攻。联军到达西辽大将塔阳古镇守的怛罗斯（今哈萨克斯坦塔拉兹附近），塔阳古率军出城交战，双方不分胜负。然而，塔阳古在撤军途中被俘，后遭处斩。花剌子模随后将军队撤回河中地区。怛罗斯草原之战后，塔阳古败退的士兵返回西辽首都虎思斡耳朵时，当地居民由于想投降花剌子模，拒绝他们入城。西辽军队的统帅在劝降无果的情况下下令攻城，虎思斡耳朵的居民坚守16天后，城门被西辽军队用大象攻破。入城后西辽军队烧杀抢掠三天，城中被杀的大名绅有47000人。因为耶律直鲁古的府库遭到屈出律的劫掠，西辽宰相马合木·太怕自己的财产被耶律直鲁古征收，于是建议兵士将在城中掠夺的的财产献给耶律直鲁古。然而，这一提议遭到了诸将领的抵制，导致西辽军队大量离散。
1211年秋，屈出律率军8000袭击了正在出猎的耶律直鲁古，并窃取了皇位。屈出律尊耶律直鲁古为太上皇，皇后为皇太后，早晚问候他们的衣食起居。1213年，耶律直鲁古在愤懑中死去，共在位34年，史称“遼末主”。

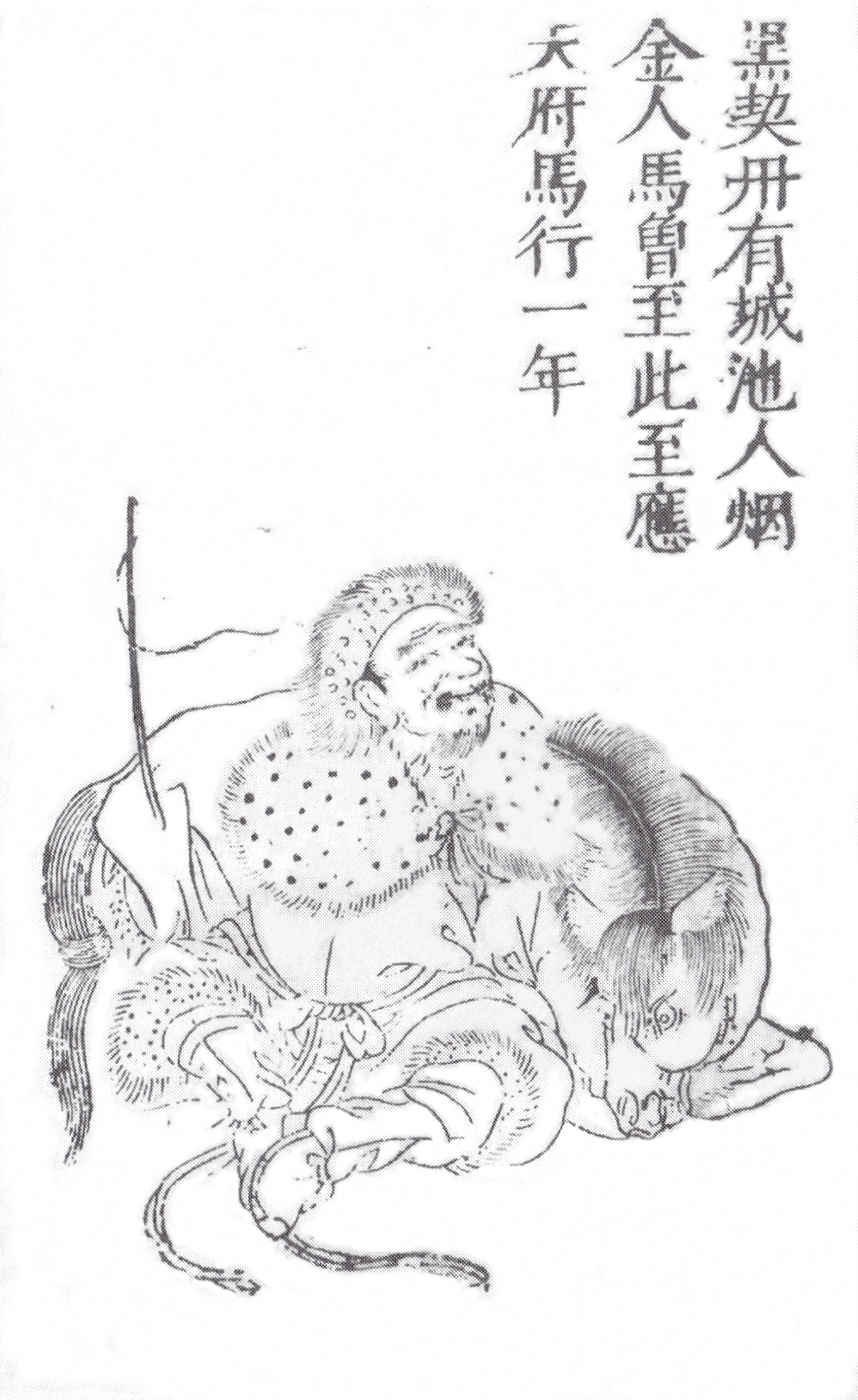
《三才图会》描绘的西辽契丹人形象

屈出律即位后，释放了东喀喇汗穆罕默德三世，将其送回喀什噶尔，但他不受当地贵族的欢迎，入城时被刺死于城门洞中。由于喀什噶尔不肯归附屈出律，每逢秋收时节屈出律便派兵毁当地人的庄稼。1214年，当地百姓因为饥荒不得已而归顺。在占领喀什噶尔后，屈出律将西辽首都迁往喀什噶尔，并下令在每家每户派驻一名士兵，这些士兵毫无军纪，到处烧杀抢掠。屈出律屡次征讨阿力麻里（今新疆维吾尔自治区霍城县一带）汗斡匝儿无果，最终趁其出猎时将其擒杀。
屈出律原本信奉景教，后在浑忽公主的劝说下改信佛教。他用强制手段强迫西辽当地的穆斯林改信佛教或景教，穿戴契丹人的服装，这引起了当地人民的强烈不满。屈出律征服和田后，下令召集当地的伊斯兰教阿訇讨论教义。由于教长阿訇阿剌丁·摩诃末极力维护伊斯兰教，屈出律命人将其严刑拷打并强迫改教。摩诃末不从，屈出律下令将其钉死于清真寺的大门上。
1218年，蒙古帝国成吉思汗派哲别、曷思麦里率蒙古军2万攻打屈出律，屈出律闻讯带领随从从喀什噶尔逃跑。屈出律逃至巴达克山（今阿富汗巴达赫尚省），在瓦罕河谷东部的达拉兹峡谷被当地猎户抓获后交给哲别。哲别进入喀什噶尔后宣布宗教自由，城中居民对屈出律展开报复，大肆屠杀西辽的军队。哲别将屈出律斩首后，命曷思麦里拿着他的首级传示于押儿牵（今新疆维吾尔自治区莎车县）、斡端（今新疆维吾尔自治区和田市）等城，城中将领皆率部投降。至此，西辽为蒙古所灭，辽绝。

### 后续
西遼滅亡後，契丹贵族耶律八剌黑前往波斯的克爾曼沙赫，皈依伊斯蘭教。于1224年在该地建立了克爾曼王朝。该王朝被个别学者称为后西辽。1306年，该王朝被伊尔汗国所兼併。

## 疆域和民族

### 疆域
西辽幅员辽阔，统治区域除直辖领地外，包括很多附庸国和附属部族。西辽的直辖领地以虎思斡耳朵为中心，北至伊犁河，南至锡尔河上游，西至怛罗斯，东至巴爾斯孔（今伊塞克湖东南）。其附庸国有西喀喇汗国、东喀喇汗国、高昌回鹘和花剌子模，附属部族主要有粘拔恩部（乃蛮部）、康里部和葛逻禄部。
西辽的疆域东至土拉河，包括可敦城周围地区。乃蛮部、克烈部迁至这一地区后，西辽的东部边界退至附庸国高昌回鹘的东部边界；东北至谦河，与吉尔吉斯为邻。1175年，由于粘拔恩（乃蛮）部归附金朝，退至阿尔泰山；西北越过巴尔喀什湖，包括康里人活动的地区；西至咸海、乌斯秋尔特高原和卡拉库姆沙漠，包括花剌子模在内；南部西段以阿姆河为界，先后与塞尔柱帝国和古尔王朝为邻。中段包括瓦罕走廊。东段以喀喇昆仑山、昆仑山、阿尔金山为界与吐蕃、黄头回纥接壤；东南包括哈密、若羌，隔塔克拉玛干沙漠与西夏为邻。
西辽的主要城镇有虎思斡耳朵、河中府（撒马尔罕）、玉里犍（玉龙杰赤）、蒲华（布哈拉）、察赤（塔什干）、讹迹邗（烏茲根）、可失哈儿（喀什噶尔）、斡端（和田）、阿里马（阿力麻里）、益离（伊犁）、唆里迷（焉耆）、哈密力（哈密）、别石把（别失八里）、和州（吐鲁番）。

### 民族
西辽是个多民族的国家，有从中国东北而来的契丹人、汉人和其他民族，有使用波斯语的塔吉克人，使用突厥语的回鹘人，游牧民族有葛逻禄人、康里人、乃蛮人等，还有从西亚侨居而来的阿拉伯人、波斯人、叙利亚人、犹太人等。作为少数民族的契丹人和汉人，与当地占多数的回鹘人、突厥人长期相处、通婚，适应了当地的习俗，逐渐融合于回鹘或其他突厥民族中。

## 政治
西辽的国家机构采用辽朝的“两面制”，即政府分南北两面。定居的农业民族按地区管理，设置州县，中央设南面朝官总理军政事务；流动的畜牧民族，以部族为行政单位，设官统治，中央设北面朝官总领部族军政事务。除直辖领地外，西辽拥有很多附庸国。西辽保留了这些附庸国的独立和制度，让它们享有很大的自立权。西辽在附庸国基本不驻扎军队，只是应附庸国要求，帮助其镇压国内叛乱。西辽发给他们一块银牌作为归顺的标志。西辽根据这些国家的重要性和忠诚程度采取了不同的管理政策：如完全自治的布哈拉「布尔罕王朝」；派沙黑纳（负责监国的少监）常驻首府、监察军政的东、西喀喇汗国、高昌回鹘；派官员按时了解情况，收取年贡的花剌子模，还有臣属于西辽的游牧部落葛逻禄部和乃蛮部；其中西喀喇汗和乃蛮等在西辽统治中期叛去。
此外，西辽在直辖地区实行中央集权制，禁止分封土地（平日不讓軍官手握超過100人），但在附庸国保留了封建采邑制（伊克塔）；轻徭薄赋，不收取土地税，只向每户收取1个第纳尔的户赋；宗教开放，信仰自由；对附庸国采取羁縻的政策。

## 经济

### 直辖地区

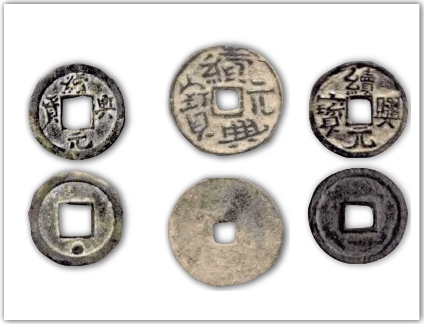
遼仁宗時期鑄造的年號錢「續興元寶」

西辽统治的直辖地区随着经济的发展，城镇的数量和规模都得到大规模的发展，据统计，仅伊犁河谷地，在12世纪城镇数目就达到56个。原有的城镇除虎思斡耳朵外，如怛罗斯、乌兹根、讹答剌（今哈萨克斯坦奇姆肯特阿雷斯河和锡尔河交汇处）等，规模都得到成倍的扩大。七河及附近地区灌溉系统发达，当地居民使用铁铧木犁和砍土镘耕作，使用镰刀收割。西辽的农业不仅有谷物种植，还有园艺业、棉花种植和养蚕业，这些行业又带动了粮食加工业和葡萄酿酒业的发展。此外，畜牧业和狩猎业也在西辽直辖地区占有重要的地位。
西辽直辖地区的手工业主要以制陶业、玻璃制造业、矿冶业、制铁业、铜器制造业和石料加工业为主。贸易的货物主要是金、宋的女奴、古玩、丝绸和白毡等；中亚和西亚的珠宝、玉器和香料等。此外，西辽的直辖地区存在奴隶贸易，奴隶主要来源于北方游牧部落（特别是欽察人），多运往河中和西亚地区充當馬木路克。
西辽曾按中国内地钱币的形式铸造过自己的钱币，如《古泉汇》中记录的康国通宝、耶律夷列时期的续兴元宝、耶律直鲁古时期的天喜元寶。一说萧塔不烟时期还铸有「感天元宝」，然而未见其实物，21世纪以来的研究认为其属错误的判定，将越南李朝天感元宝钱误读。但西辽始终未统一货币，原喀喇汗国的货币仍被继续使用和铸造，税收以金第纳尔为计算单位。

### 附庸国
由于西辽对附庸国的经济很少干预，附庸国的经济水平要高于西辽的直辖地区。在河中地区、喀什噶尔、和田地区和高昌回鹘都有发达的农业，畜牧业、狩猎业、捕鱼业也是主要行业。
西辽附庸国的手工业主要有河中地区、喀什噶尔和和田地区的玻璃制造业；喀喇汗国的制陶业、金属制作业、织造业和造纸业；高昌回鹘的织造业、五金业、矿业、冶炼业、制药业和香料制作业。喀喇汗国和高昌回鹘位于中西交通的要道，与东方的宋、金，西方的印度、阿富汗以及西亚、北非和东南欧都有贸易关系。
西辽附庸国的经济以河中地区的撒马尔干和布哈拉最为发达，其他城市包括喀喇汗国的察赤、忽毡等；高昌回鹘的喀什噶尔、斡端、别失八里、哈密力（今新疆维吾尔自治区哈密市）、唆里密（今新疆维吾尔自治区焉耆回族自治县）、仰吉巴里（今新疆维吾尔自治区玛纳斯县）等。

## 军事
关于西辽的军事制度，史料少有记载。西辽的军队中，骑兵是主要兵种，后期有西辽军队使用象兵作战的记载。为防止军队叛乱，耶律大石禁止将军直接控制100骑以上的军队，军队都由朝廷直接控制，只是在战争期间临时调派若干士兵给某位将军指挥。西辽限制已定居的游牧民族携带武器、参与战争。西辽的军队在对外扩张、守卫边疆、镇压叛乱和维护西辽统治等方面起到了重要的作用。西辽的附庸国也拥有各自的军队，负责维护治安及维持国家统治。附庸国的军队有时协同西辽作战，有时受西辽的调遣执行任务，但有时也与西辽直接对抗。

## 文化和宗教

### 文化
西辽统治下的中亚文化的显著特点就是东西方文化交流和融合的加强。西辽官方使用汉语、契丹语和波斯语，民间多使用突厥语。各民族在相互交流的过程中学习不同民族的语言，促进了文化的融合。西辽时期，由于受阿拉伯文化的影响，原来使用的回鹘文字母，逐渐被阿拉伯字母所代替。这一时期西辽的突厥语部族诞生了多位有影响力的诗人，如阿赫马德·亚塞维、阿赫马德·本·马赫穆德·玉克乃克、阿马克·布哈拉伊、苏扎尼·撒马尔罕迪等。
西辽统治时期，汉文化在中亚地区得到了广泛的传播，西辽的君主使用汉文年号和庙号，官方语言使用汉语。在行政、军事、赋税、生产技术、建筑艺术、宗教信仰和生活习俗方面，汉文化从多方面影响着当时的中亚地区。

### 宗教
除屈出律统治时期以外，西辽始终奉行宗教自由的政策，改变了过去喀喇汗国法定国教为伊斯兰教的政策。因此，佛教、伊斯兰教、景教、萨满教、摩尼教和犹太教在西辽都得到了很大的发展。

### 建筑艺术
吉尔吉斯斯坦城镇托克马克（西辽虎思斡耳朵）、斯莱坚卡、列别季诺夫卡、亚历山大古城都发现了西辽时期的民用建筑遗址，在建筑装饰方面，体现了汉族艺术和汉文化与中亚文化融合的特点，如瓦、泥塑和暖炕等。庙宇中有汉族风格的绘画装饰墙壁，佛像不但有汉族艺术的模型，还兼具古代印度艺术的特点。此外，位于托克马克附近的布兰塔和乌兹根的两座大型伊斯兰陵墓，都是至今保存完好的西辽时期的伊斯兰建筑。这一时期河中地区的园林艺术也获得了高度的发展，耶律楚材和丘处机写下了不少赞美当地园林艺术的诗歌。

## 君主列表
| 肖像   | 廟號 | 謚號     | 尊號     | 姓名             | 在世時間       | 年號 | 在位時間       |
| ------ | ---- | -------- | -------- | ---------------- | -------------- | ---- | -------------- |
|        |      | 嗣元皇帝 |          | 耶律氏（名不详） | ？－？         |      |                |
|        | 德宗 |          | 天祐皇帝 | 耶律大石         | 1087年－1143年 | 延庆 | 1132年－1143年 |
| 菊兒汗 | 德宗 | 康国     |          | 耶律大石         | 1087年－1143年 |      | 1132年－1143年 |
|        |      |          | 感天皇后 | 蕭塔不煙         | ？－1150年     | 咸清 | 1143年－1150年 |
|        | 仁宗 |          |          | 耶律夷列         | ？－1163年     | 续兴 | 1150年－1163年 |
|        |      |          | 承天太后 | 耶律普速完       | ？－1177年     | 崇福 | 1163年－1177年 |
|        |      |          |          | 耶律直魯古       | ？－1213年     | 天喜 | 1177年－1211年 |
|        |      |          |          | 屈出律           | ？－1218年     |      | 1211年－1218年 |